# HD 6269
HD 6269 är en gul jätte i Bildhuggarens stjärnbild.
Stjärnan har visuell magnitud +6,28 och är svagt synlig för blotta ögat vid mycket god seeing.